# آرماند فرناندز
آرماند پیر فرناندز (به انگلیسی: Armand Pierre Fernandez) معروف به آرمان (به انگلیسی: Arman) (۱۷ نوامبر ۱۹۲۸ – اکتبر ۲۲، ۲۰۰۵) هنرمند آمریکایی است که در نیس، فرانسه متولد شد و به آمریکا مهاجرت کرد. او به عنوان یکی از مهم‌ترین هنرمندان شی‌گرای بین‌المللی و عضوی از نئورئالیسم (نوواقع‌گرایی) شناخته می‌شود. او یک هنرمند تجربی و پرکار بود. شهرت آرمان بیشتر به خاطر هنر اوست هرچند او یک زمانی استاد جودو، ماهیگیر با نیزه و یک گردآورنده اشیاء عتیقه نیز بود.
آرمان مانند خیلی‌ها، در مورد نظریه‌های سنتی دربارهٔ هنر به تحقیق پرداخت. همه کارهای او خیالی و صنعتی است. او خیال‌پرداز بود و به‌طور خستگی‌ناپذیری روی آثارش کار می‌کرد. او همهٔ شیوه‌ها را به کار می‌برد، از جمع‌آوری گرفته تا طراحی، نقاشی، مجسمه، ریخته‌گری و حتی چیدمان‌ها و پیشامدها. او از دادا تأثیر پذیرفت و روی هنر مردمی یا پاپ‌آرت تأثیر گذاشت.

## زندگی

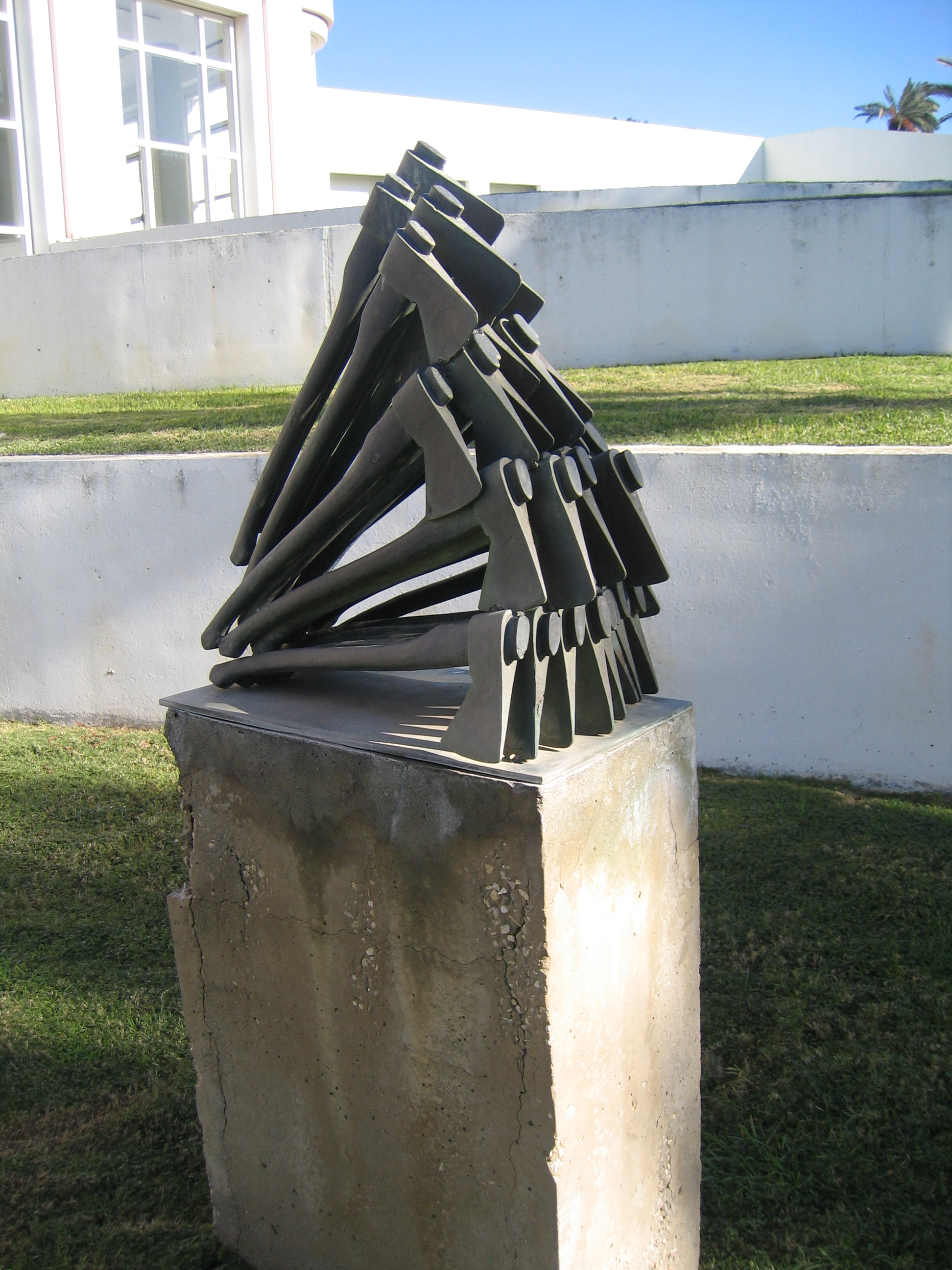
بهمن (۱۹۹۰) در دانشگاه تل آویو پردیس.

پدر آرمان، آنتونیو فرناندز یک دلال اشیاء عتیقه در نیس بود. او همچنین یک هنرمند آماتور بود و به عکاسی و نوازندگی ویولون‌سل می‌پرداخت. آرمان عکاسی و نقاشی رنگ روغن را از پدرش آموخت. در سال ۱۹۶۴، آرمان بعد از دریافت درجهٔ لیسانس در فلسفه و ریاضیات، در مدرسه هنر ملی واقع در نیس مشغول به تحصیل شد. او همچنین آموزش جودو را در مدرسهٔ جودوی پلیس در نیس آغاز کرد که در آنجا با ایو کلین  و کلود پاسکال  آشنا شد؛ که هر سه در یک دوره مسابقات ملت‌های اروپا ارتباط تنگاتنگی با یکدیگر پیدا کردند. آرمان در سال ۱۹۴۹ تحصیلاتش را به پایان رساند و سپس در مدرسه لوور پاریس ثبت نام کرد؛ که در آنجا روی مطالعه باستان‌شناسی و هنر آسیایی متمرکز شد. در ۱۹۵۱، آرمان مربی مدرسهٔ جودی بوشیدو کای شده و در همین زمان نیز به استخدام ارتش فرانسه درآمد و دورهٔ خدمتش را در جنگ هندوچین به عنوان یک دستیار پزشک، کامل کرد.

## سال‌های اولیه
در اوایل کار حرفه‌ای، معلوم بود که هدف آرمان از جمع‌آوری تعداد زیادی از اشیاء مشابه، مانند: تیوب‌های رنگ، ساچمه‌ها (توپ‌های فلزی)، قطعات یدکی اتوموبیل، ادوات موسیقی، قلم‌موهای نقاشی، طرح‌های مهرخورده، این بود که به عنوان بخشی معنادار از هنرش باقی بمانند. در ابتدا بیشتر توجه آرمان به نقاشی‌های انتزاعی حاصل از جمع‌آوری مهرهای پستی بود و تنها زمانی که عکس‌العمل مخاطبان را نسبت به مجموعه جمع‌آوری شده‌اش مشاهده کرد، به قدرت چنین کارهایی کاملاً پی‌برد.

## الهام و تغییر نام
در ۱۹۵۴، یک نمایشگاه از دادائیست آلمانی، کورت شویترس الهام‌بخش آرمان شد تا کار کردن روی مهرها را آغاز کند که اولین تعهد هنرمندانه عمده او بود. در نخستین نمایشگاه انفرادی‌اش که در گالری هاوت-پاو و در پاریس برگزار شد، آرمان قطعات جمع‌آوری شده‌اش را به نمایش گذاشت. این مهرهای روی کاغذ و پارچه، نمودار یک موفقیت بودند و البته نشان‌دهنده تغییری مهم در حرفهٔ این هنرمند جوان.
در ۱۹۵۸ تغییرات مهم دیگری برای آرمان پیش آمد، زمانی که به خاطر یک خطای چاپی در آگهی یک نمایشگاه، او نامش را از آرماند به آرمان تغییر داد.

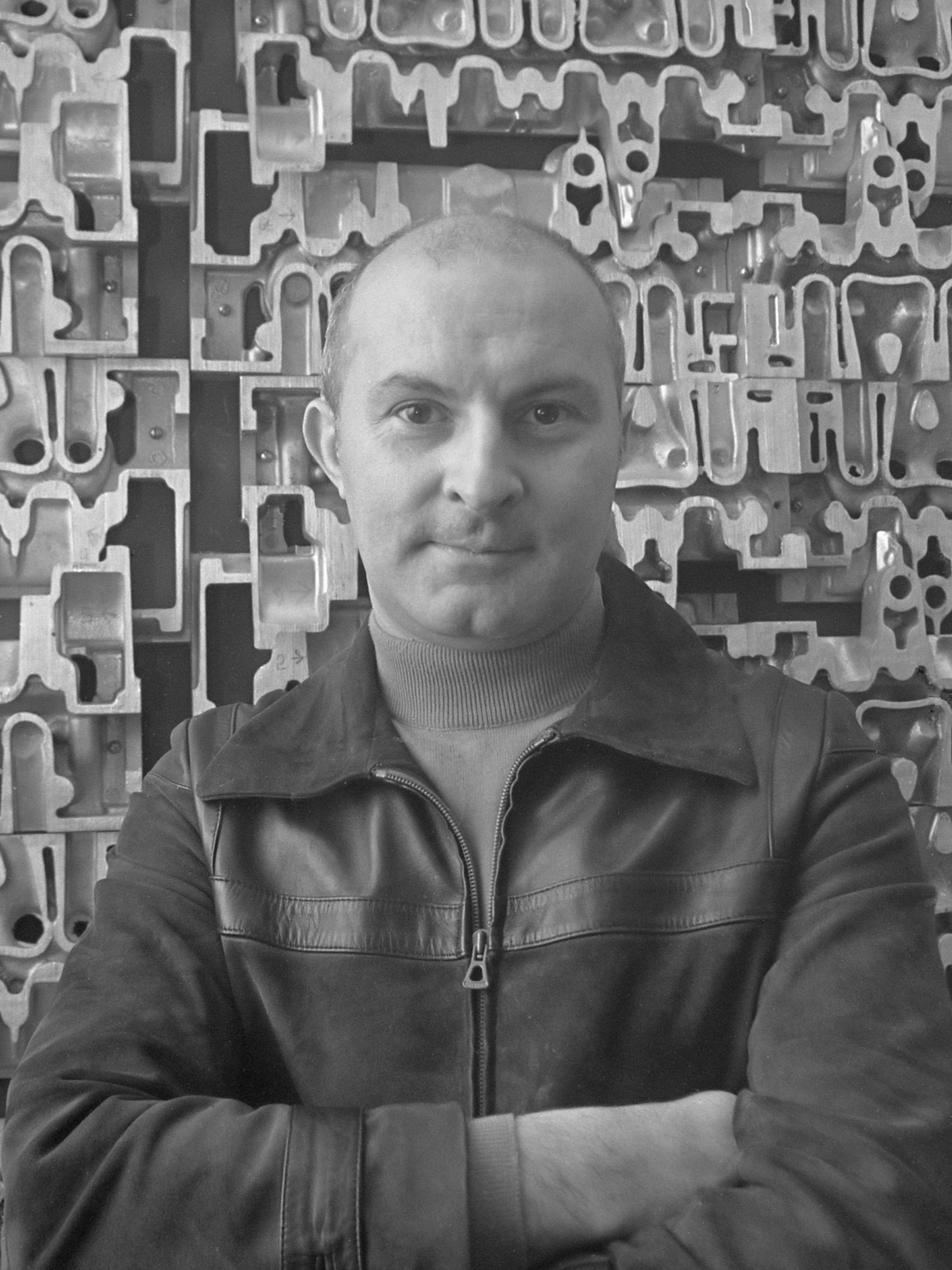
آرمان در مقابل یکی از آثارش (۱۹۶۹)

## تحول کاری
از سال ۱۹۵۹ تا سال ۱۹۶۲ آرمان بیشترین سیر تکامل جدی‌اش را شروع کرد؛ که این آغاز با دو مفهوم (کانسپت) معروف وی: انباشت و پاوبل . انباشت‌ها مجموعه‌هایی از اشیاء روزمرهٔ یکسان بودند که در جعبه‌های پلکسی‌گلاس یا شیشه قرار داشتند؛ و پابل مجموعه‌هایی از زباله‌های دور ریخته شده بودند. او در ۱۹۶۰، در آلمان گالری ایریس کلرت را از زباله‌ها انباشته کرد و آن را «لی پلین» به معنی کاملاً پر نام نهاد که به عنوان نقطه مقابل نمایشگاهی با عنوان «لی واید» بود که دو سال قبل در همان گالری و توسط دوستش ایو کلین برگزار شده بود. این کارها آغازی بود برای جلب توجه جامعه هنر اروپایی.
در اکتبر ۱۹۶۰ به همراه آرمان، ایو کلین ، فرانسوا دیفرن ، ریموند هینس ، مارشال ریس ، دانیل اسپوری ، ژان تینگلی ، ژاک ویلگلی  و فیلسوف و منتقد پیر رستنی ، گروه نوواقع‌گرایی یا نُوُ رئالیسم  را تأسیس کردند که بعدها سزار بالداچینی ، میمو روتلا ، نیکی دسان فال ، جرارد دشام  و کریستو ولادیمیروف جاواچف  به آن‌ها پیوستند، گروهی از هنرمندان جوان که خودشان را به عنوان حاملان نظریه مشترک «منظری نوین برگرفته از واقعیت» معرفی کردند. آن‌ها با بررسی آرمان‌های بشردوستانه در سیمای توسعهٔ صنعتی، مفهوم هنر و هنرمند را برای یک مصرف‌کننده قرن بیستمی ارزیابی کردند. بعدها هنرمندان آمریکایی پاپ آرت، از طریق بیانات هنری و با ترفیع اشیاء پیش پا افتاده و معمولی به رمزی و محرمانه، به نظام در آغوش گرفتن اشیاء روزمره، ادامه دادند.
در ۱۹۶۱ آرمان برای نخستین بار به ایالات متحده وارد شد، کشوری که می‌بایست خانهٔ او باشد. در این دوره، آرمان به دنبال خلق هنر از طریق تخریب بود.

## آرمان و وارهول
آرمان در ۱۹۶۴ در فیلمی مستند از اندی وارهول با عنوان «شام در دیلیز» حضور یافت. او دو اثر از کارهای وارهول را خریداری کرد که آن‌ها را در ساتبیز، حراجی مجموعهٔ اندی وارهول در می ۱۹۸۸ به فروش گذاشت.

## نقل مکان به نیویورک
آرمان درست بعد از اولین نمایشگاهش در کوردیر اکسترم، شیفتهٔ مناظر نیویورک شد و در آنجا اقامت گزید. در ۱۹۷۳ او یک شهروند آمریکایی شد. آرمان در نیویورک، ابتدا در هتل چلسا و سپس در استودیوهای رسمی‌اش، جمع‌آوری‌هایش را آغاز کرد، که محتوای آن‌ها شامل ابزار، ساعت‌های مچی و دیواری، مبلمان، قطعات یدکی اتومبیل، جواهرات، و البته ادوات موسیقی در قطع‌های گوناگون بود. ادوات موسیقی به ویژه برنجی و زهی، به یک جزء اصلی در کارهای عمدهٔ آرمان تبدیل شدند. شاید به خاطر علاقهٔ پدرش به ویولون‌سل بود که او را مورد تأثیر قرار داده بود، یا علاقهٔ شخصی خودش به اشکال مغلوب نشدنی ادوات موسیقی بود که وی را به ایجاد کارهای بیشماری با زمینهٔ موسیقی و در رسانه‌های گوناگونی مانند مرکب و برنز سوق داد.